# Université du Texas à San Antonio
L'université du Texas à San Antonio (en anglais : The University of Texas at San Antonio ou UTSA) est une université publique américaine située à San Antonio, au Texas. C'est un des plus grands campus de l'université du Texas, dont le siège se trouve à Austin.
Dans le domaine sportif, les Roadrunners de l'UTSA défendent les couleurs de l'université du Texas à San Antonio.

## Personnalités liées à l'université

### Étudiants
Travis Scott